# Гиџа Јагуриџа
Гиџа Јагуриџа, у оригиналу: Tumbleweeds (котрљајућа трава, степско-пустињска коровска биљка) је комичан стрип, заправо пародија свега онога што знамо о Дивљем Западу. У овом стрипу препуном урнебесних лудорија не постоји типичан главни јунак, заправо има их педесетак, а они су становници града Прљаве Јаруге, индијанци из оближњег индијанског племена као и војници из војног утврђења.
Аутор стрипа и импозантне плејаде ликова који дефилују кроз стрип је амерички цртач Том К. Рајан. Први кратки каишеви стрипа објављивани су 1965. године и наредне 42 године стрип излази у дневним новинама. Убрзо је стекао популарност, а да би могао удовољити обавезама Рајан за асистента ангажује Џима Дејвиса, који је љубитељима стрипа познатији као отац дебелог мачора Гарфилда. Џим Дејвис је на овом стрипу асистирао од 1969. до 1978. године. 30. децембра 2007. године излази последњи каиш стрипа, чиме Рајан званично окончава рад на стрипу након 42 године.
На просторима бивше Југославије Гиџу Јагуриџу су објављивали Стрипотека и Екс алманах.